# Sedymentacja cykliczna
Sedymentacja cykliczna – sedymentacja, w wyniku której powstają sekwencje osadów, powtarzających się wielokrotnie w takiej samej kolejności (np. zlepieńce – piaskowce – mułowce lub piaskowce – margle), tzw. cyklotemy. Sedymentacja cykliczna jest zwykle odbiciem cyklicznych zmian klimatu lub powtarzalnej sekwencji ruchów skorupy ziemskiej.